# Paralimosina avolans
Paralimosina avolans är en tvåvingeart som beskrevs av Rohacek och Papp 1983. Paralimosina avolans ingår i släktet Paralimosina och familjen hoppflugor. Inga underarter finns listade i Catalogue of Life.